# Sci di fondo ai IX Giochi asiatici invernali - Staffetta maschile
La gara della staffetta maschile si è svolta il 12 febbraio 2025 allo Yabuli Ski Resor di Harbin, in Cina. 

## Risultati
| Pos | Nazione                  | Tempo     |
| --- | ------------------------ | --------- |
| 1   | Cina                     | 1:12:09.6 |
|     | Li Minglin               | 19:31.9   |
|     | Ciren Zhandui            | 19:36.4   |
|     | Bao Lin                  | 16:32.0   |
|     | Wang Qiang               | 16:29.3   |
| 2   | Giappone                 | 1:12:12.8 |
|     | Shota Moriguchi          | 19:40.5   |
|     | Takatsugu Uda            | 19:01.0   |
|     | Yuito Habuki             | 16:55.1   |
|     | Haruki Yamashita         | 16:36.2   |
| 3   | Kazakistan               | 1:12:54.7 |
|     | Konstantin Bortsov       | 19:28.8   |
|     | Nail Bashmakov           | 19:40.8   |
|     | Olzhas Klimin            | 16:32.0   |
|     | Vladislav Kovalyov       | 17:13.1   |
| 4   | Corea del Sud            | 1:15:27.2 |
|     | Lee Joon-seo             | 19:48.6   |
|     | Byun Ji-yeong            | 19:55.5   |
|     | Jeong Jong-won           | 17:33.2   |
|     | Lee Geon-yong            | 18:09.9   |
| 5   | Mongolia                 | 1:20:34.0 |
|     | Achbadrakh Batmunkh      | 19:40.7   |
|     | Zolbayar Otgonlkhagva    | 20:50.6   |
|     | Khuslen Ariunjargal      | 19:04.1   |
|     | Munkhgerel Dashdondog    | 20:58.6   |
| 6   | Iran                     | 1:27:13.1 |
|     | Alireza Moghdid          | 23:33.3   |
|     | Seyed Ahmad Reza Seyd    | 24:18.0   |
|     | Mahdi Tir                | 20:25.3   |
|     | Danyal Saveh Shemshaki   | 18:56.5   |
| 7   | India                    | 1:28:34.5 |
|     | Padma Namgail            | 23:32.3   |
|     | Aman Kumar               | 25:44.5   |
|     | Rameez Ahmad Padder      | 19:06.8   |
|     | Shubam Parihar           | 20:10.9   |
| 8   | Thailandia               | 1:31:24.0 |
|     | Jakawan Charoensook      | 24:36.3   |
|     | Athit Nitisapon          | 24:17.6   |
|     | Jittipat Chitmunchaitham | 21:27.1   |
|     | Thanatip Bunrit          | 21:03.0   |
| 9   | Taipei cinese            | 1:33:38.6 |
|     | Lee Chieh-Han            | 23:22.8   |
|     | Joseph James Peng        | 26:00.6   |
|     | Liu Hao-En               | 21:47.8   |
|     | Liu Hao-Che              | 22:27.4   |